# Eddie Munster
Eddie Munster, all'anagrafe Edward Wolfgang Munster, conosciuto in italiano anche come Eddie de Mostri, è un personaggio immaginario del franchising horror-comedy statunitense The Munsters, creato nel 1964 da Allan Burns, Chris Hayward, Norm Liebmann e Ed Haas per la sitcom statunitense I mostri (The Munsters, 1964-1966).
Eddie è un lupo mannaro, figlio della coppia formata da Lily, una vampira, e Herman, uno dei tanti mostri creati dal dottor Victor Frankenstein nell'Ottocento.
Originariamente interpretato dall'attore statunitense Butch Patrick, il personaggio è poi apparso in numerosi altri opere e media, interpretato anche dagli attori K.C. Martel, Jason Marsden, Mathew Botuchis, Bug Hall, Mason Cook e, solo vocalmente, Bobby Diamond.

## Caratteristiche
Eddie è un tipico ragazzo della sua età, se non per il fatto di essere un licantropo. È molto orgoglioso di suo padre, vantandosi ripetutamente delle capacità di Herman. Spesso Eddie offre spesso Herman come volontario per qualche attività che è chiaramente al di là delle capacità di Herman, ma che comunque Herman intraprende per il bene di Eddie.

## Storia del personaggio
Eddie è l'unico membro della famiglia Munster a essere nato negli Stati Uniti. È un bambino di dieci anni, figlio di Herman Munster (uno dei tanti mostri creati da Victor Frankenstein) e Lily Munster (una vampira). Gli altri membri della famiglia sono il nonno Sam Dracula la cugina Marilyn. Deve avere almeno un antenato lupo mannaro poiché il zio Lester è anch'egli un uomo lupo. Inoltre, ha un drago di nome Spot come animale domestico.
Sebbene sia un lupo mannaro, mostra anche comportamenti da vampiro (logicamente essendo figlio di una vampira), come ad esempio dormire in una bara. Ha un pupazzo chiamato Wolf-Woof che assomiglia a Lon Chaney Jr. così come appare nel film L'uomo lupo del 1941.

## Sviluppo
Inizialmente, nel primo episodio pilota, mai trasmesso, per la parte di Eddie viene scelto l'attore Nate Derman. Nella serie originale, il ruolo tuttavia va a Butch Patrick. Ciò è dovuto al fatto che Derman, lo caratterizzava in modo più aggressivo e più "lupo mannaro". I produttori della serie hanno pensato che apparisse troppo ostile e l'hanno sostituito con Patrick, che lo ha interpretato come un bambino normale.
Quando a Butch Patrick è stato chiesto come sia stato scelto per il ruolo di Eddie, Patrick ha risposto: "Avevo molta esperienza. Ma forse è perché i canini che si vedono in televisione erano i miei denti veri. I miei denti erano così brutti che anche quando chiudevo la bocca sporgevano. Ero alto circa una testa in meno rispetto agli altri ragazzi e ai produttori piaceva perché era in contrasto con l'altezza di Herman."
Nella serie remake degli anni ottanta I mostri vent'anni dopo, Eddie viene interpretato da Jason Marsden. Nella prima stagione della serie, Eddie ha 10 anni ed è in quarta elementare. Indossa lo stesso abito che indossava Butch Patrick nella serie originale. Nelle successive seconda e terza stagione, Eddie viene raffigurato come un adolescente alle superiori e il suo guardaroba si modernizza via via sempre di più.

## Interpreti
Il primo e più noto interprete di Eddie Munster è stato l'attore statunitense Butch Patrick, che lo ha interpretato nella serie originale I mostri (The Munsters, 1964-1966), nel film per la TV Marineland Carnival (1965), nel sequel cinematografico La dolce vita... non piace ai mostri (Munsters, Go Home!, 1966), in sei episodi della serie televisiva Macabre Theatre (2002) e in un episodio della serie televisiva TV Therapy (2020). Butch Patrick presta inoltre la voce all'uomo di latta nel film diretto da Rob Zombie del 2020 The Munsters. Butch Patrick è uno dei membri del cast da sempre più attivo nelle convention e nel mantenere viva la memoria della serie, tanto da aver dato vita anche al sito "ufficiale" della serie originale The Munsters
Nel film animato per la televisione The Mini-Munsters del 1973, appartenente alla serie The ABC Saturday Superstar Movie, il personaggio di Eddie viene doppiato dall'attore bambino statunitense Bobby Diamond, già celebre all'epoca come interprete della ben nota serie televisiva Furia (Fury, 1955-1960), che in Italia ha riscosso particolare successo durante la sua messa in onda negli anni settanta.
Nei film per la televisione girati tra anni ottanta e novanta, Eddie è interpretato da: K.C. Martel (The Munsters' Revenge, 1981); Mathew Botuchis (Here Comes the Munsters, 1995); Bug Hall (The Munsters' Scary Little Christmas, 1996).
Nella serie televisiva remake degli anni ottanta, I mostri vent'anni dopo (The Munsters Today, 1988-1991), Eddie è interpretato dall'attore e doppiatore statunitense Jason Marsden.
Nel pilota della serie televisiva Mockingbird Lane del 2012, Eddie viene interpretato dall'attore statunitense Mason Cook.
Eddy e Marilyn non compaiono nel film del 2022 diretto dal Rob Zombie, The Munsters, poiché i fatti narrati sono antecedenti alla loro nascita.

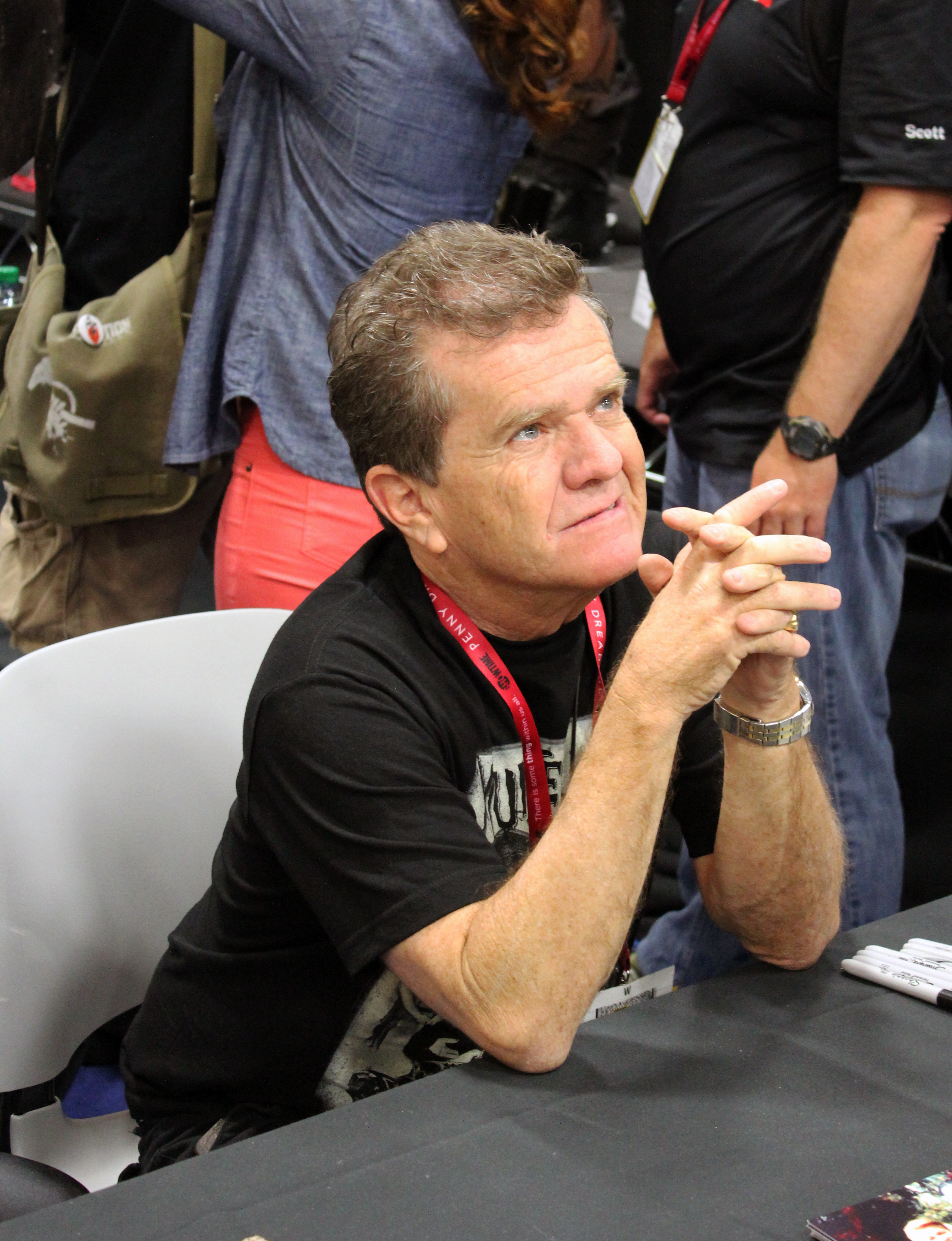
Butch Patrick, il primo e più noto interprete di Eddie
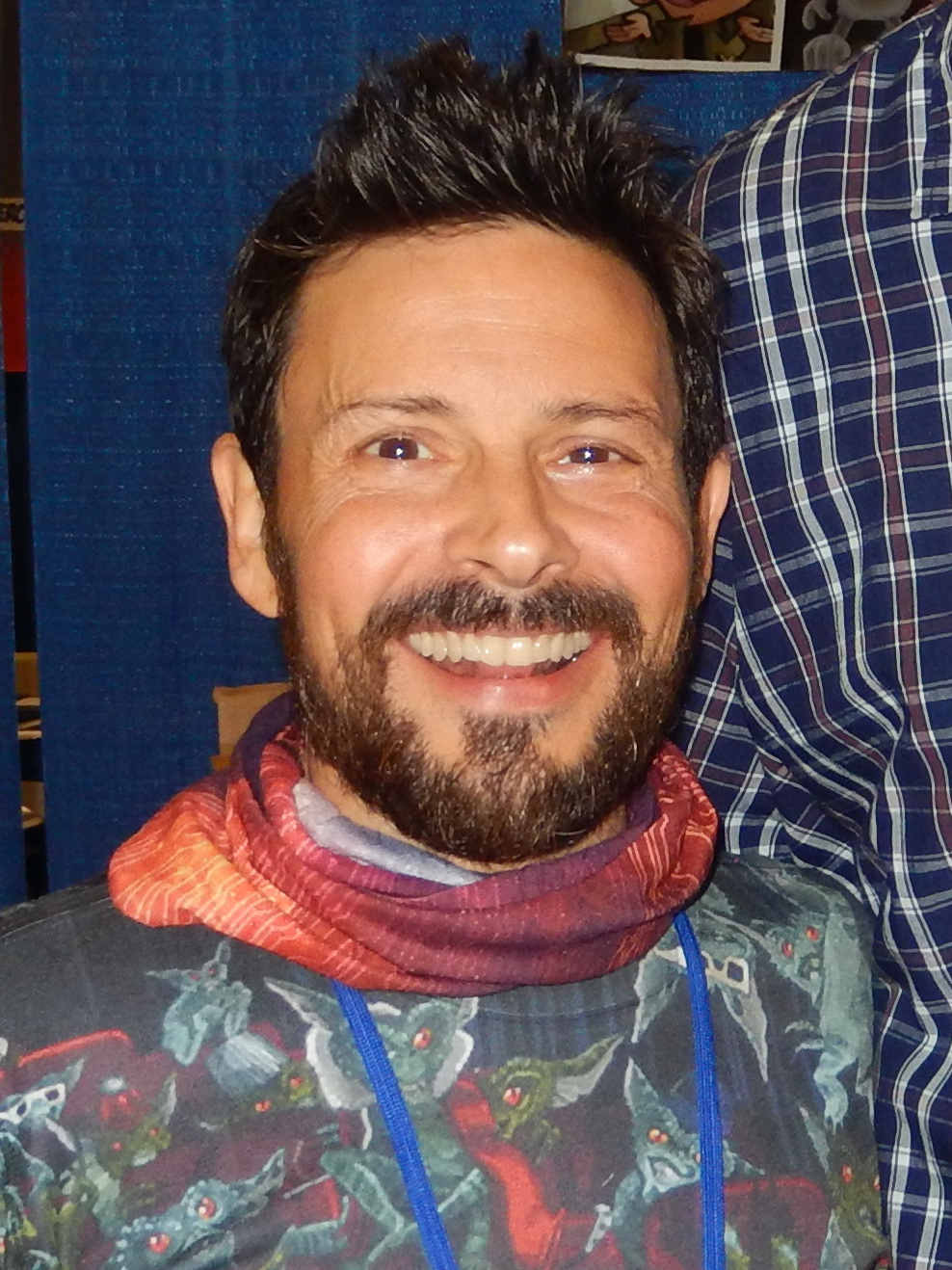
Jason Marsden, interpreta Eddie ne I mostri vent'anni dopo
Mason Cook, interprete di Eddie in Mockingbird Lane

## Filmografia

### Cinema
- La dolce vita... non piace ai mostri (Munster, Go Home!), regia di Earl Bellamy (1966)

### Televisione
- I mostri (The Munsters) - serie TV, 70 episodi (1964-1966)
- Marineland Carnival, regia di Bob Lehman - film TV (1965)
- The Mini-Munsters regia di Gerard Baldwin - film TV della serie The ABC Saturday Superstar Movie (1973)
- The Munsters' Revenge, regia di Don Weis - film TV (1981)
- I mostri vent'anni dopo (The Munsters Today) - serie TV, 72 episodi (1988-1991)
- Here Come the Munsters, regia di Robert Ginty - film TV (1995)
- The Munsters' Scary Little Christmas, regia di Ian Emes - film TV (1996)
- Mockingbird Lane, regia di Bryan Singer - film TV (2012)
- Macabre Theatre - serie TV, 6 episodi (2002)
- Biography - serie TV documentaristica, episodio The Munsters: America's First Family of Fright (2003)
- TV Therapy - serie TV, episodio 1x04 (2020)